# George Montagu, 4. vévoda z Manchesteru
George Montagu, 4. vévoda z Manchesteru (anglicky George Montagu, 4th Duke of Manchester, 7th Earl of Manchester, 7th Viscount Mandeville (6. dubna 1737 Kimbolton Castle, Huntingdonshire, Anglie – 2. září 1788 Brighton, Anglie) byl britský šlechtic, diplomat a politik druhé poloviny 18. století. S peerským titulem vévody byl od roku 1762 členem Sněmovny lordů, kde se prosadil jako předák strany whigů. Proslul jako odpůrce války proti USA, v roce 1783 jako mimořádný velvyslanec ve Francii podepsal Pařížský mír, který tuto válku ukončil.

## Životopis

Erb vévodů z Manchesteru

Pocházel ze šlechtického rodu Montagu, narodil se jako starší syn Roberta Montagu, 3. vévody z Manchesteru (1710–1762). Po dosažení zletilosti vstoupil do politiky a v letech 1761–1762 byl členem Dolní sněmovny, již v roce 1762 ale po otci zdědil titul vévody a vstoupil do Sněmovny lordů (do té doby jako otcův dědic užíval titul vikomt Mandeville). V Dolní sněmovně zastupoval hrabství Huntingdonshire, v poslaneckém mandátu jej pak v doplňovacích volbách nahradil mladší bratr lord Charles Greville Montagu. Jako vévoda zastával několik čestných hodností, v letech 1762–1770 byl komořím Jiřího III. a od roku 1762 až do smrti lordem-místodržitelem v hrabství Huntingdonshire, kde rodina vlastnila statky.

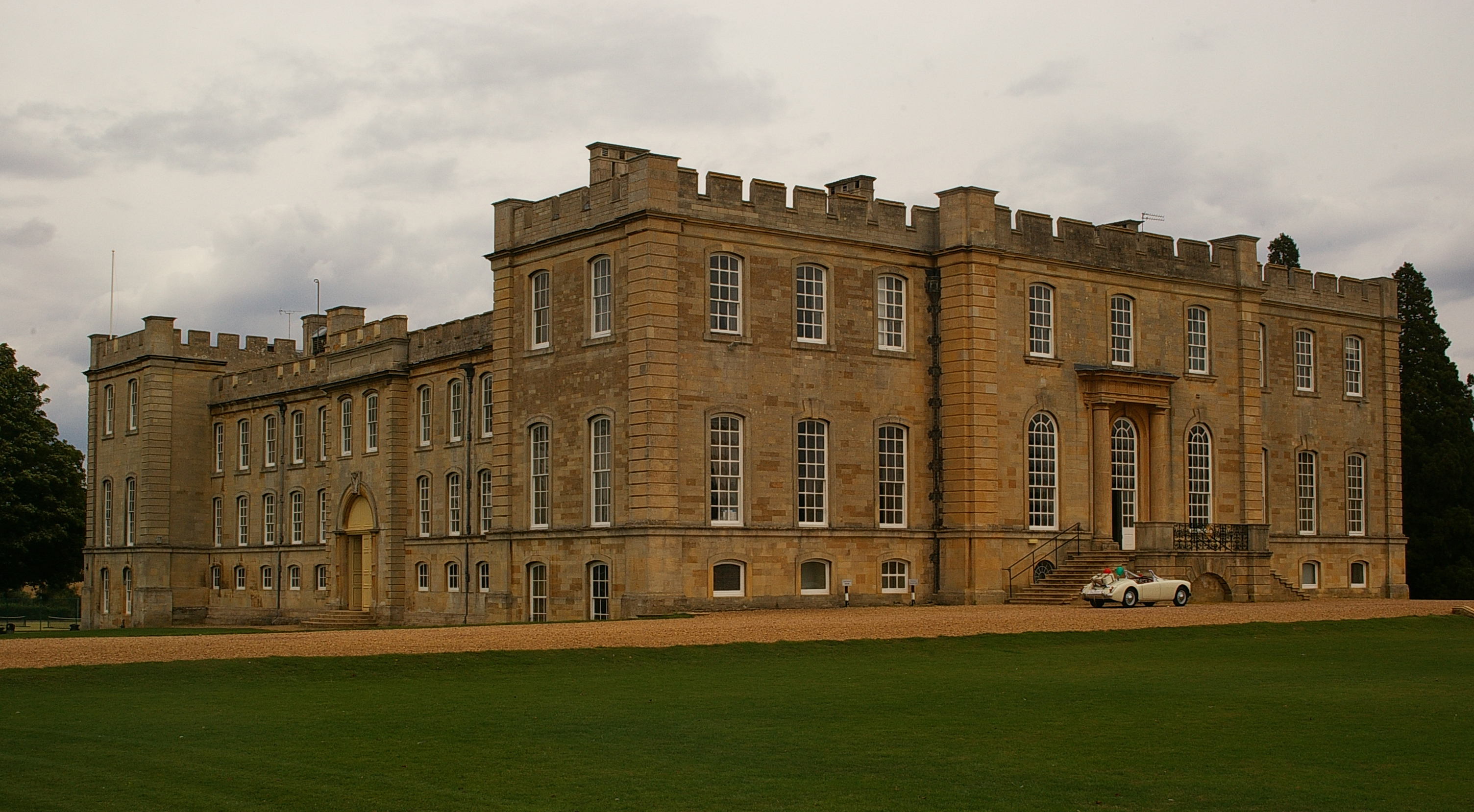
Zámek Kimbolton Castle, hlavní sídlo vévodů z Manchesteru

V politice patřil k aktivním whigům, na půdě Horní sněmovny se jako řečník věnoval především problematice kolonií a Irska. Po nástupu vlády lorda Northa se musel vzdát některých postů (1770). Dlouhodobě patřil k odpůrcům války s americkými kolonisty a podporoval uznání samostatnosti USA. V Rockinghamově vládě získal úřad lorda nejvyššího komořího (Lord Chamberlain, 1782–1783), zároveň byl jmenován členem Tajné rady. Na jaře 1783 byl jako mimořádný velvyslanec vyslán do Francie, kde byl pověřen jednáním o míru. Za Velkou Británii podepsal Versailleskou smlouvu (1783), která ukončila válku proti USA i souběžně probíhající konflikty s Francií a Španělskem. Po obnovení diplomatických styků se novým stálým velvyslancem stal vévoda z Dorsetu. Vévoda z Manchesteru mezitím po změně vlády ztratil post nejvyššího komořího a po návratu do Anglie se nadále politicky angažoval již jen z pozice člena Sněmovny lordů. Zemřel následkem těžkého nachlazení v Brightonu 2. září 1788 ve věku 51 let, pohřben byl v kostele sv. Ondřeje u rodového sídla Kimbolton Castle.

## Rodina
Hlavním rodovým sídlem vévodů z Manchesteru byl zámek Kimbolton Castle (dříve Huntingdonshire, nyní Cambridgeshire), který jim patřil v letech 1615–1950. Čtvrtý vévoda z Manchesteru po převzetí dědictví přizval slavného architekta Roberta Adama ke stavebním úpravám, které však byly z finančních důvodů realizovány jen částečně. Vévoda z Manchesteru se celoživotně potýkal s vysokým zadlužením a již v roce 1767 byl donucen prodat rodový palác v Londýně bankéřské rodině Childů.
V roce 1762 se oženil s Elizabeth Dashwood (1740-1832), neteří ministra financí Sira Francise Dashwooda. Z jejich manželství se narodilo šest dětí.
- 1. George Montagu, vikomt Mandeville (1763–1772)
- 2. Anne Mary (1764–1796)
- 3. Emily (1768–1838)
- 4. Caroline Mary (1770–1847), ∞ 1790 James Graham, 3. vévoda z Montrose (1755–1836), ministr obchodu Spojeného království 1804–1806, nejvyšší štolba 1807–1821, lord nejvyšší komoří Spojeného království 1821–1827
- 5. William Montagu, 5. vévoda z Manchesteru (1771–1843), dědic titulu vévody a člen Sněmovny lordů 1788, plukovník, guvernér na Jamajce 1808–1827, ∞ 1793 Susan Gordon (1774–1828), dcera 4. vévody z Gordonu
- 6. Lord Frederick Montagu (1774–1827), člen Dolní sněmovny, generální poštmistr 1826–1827[13]

Vévodův mladší bratr lord Charles Greville Montagu (1741–1784) byl v letech 1766–1773 guvernérem v Jižní Karolíně, poté bojoval ve válce proti americkým kolonistům a zemřel v Kanadě.